# Los Aristócratas
"Los Aristócratas" (también conocida como "Los Debonaires" o "Los Sofisticados" en algunas narraciones) es una reconocida broma tabú (también definida como una broma sucia) que ha sido usada numerosas veces por comediantes en vivo desde la época del vodevil. Con el tiempo pasó de ser un elemento básico de cliché del señor de vodevil a ser una postmoderna broma pesada. Steven Wright lo ha comparado como un saludo secreto entre los comediantes, y es vista como una especie de juego en el que tratan de superarse el uno al otro para posicionarse en términos de competencia. Es una insignia de honor entre los comediantes expertos, la cual es demasiado difícil llevar con éxito. Raramente es contado dos veces en la misma forma, ya que a menudo es improvisada.[cita requerida]
La broma fue el tema de una película-documental en el año 2005 llamada del mismo nombre (Los Aristócratas). Esta broma se volvió popular cuando fue utilizada por Gilbert Gottfried durante el brindis cómico de El club de los Frailes de Hugh Hefner en septiembre de 2001.

## Formato tradicional
Esta broma casi siempre cuenta con estos elementos (existen versiones alternativas que pueden cambiar el modo de hacerla)
Muy importante: El comediante, tiene que meterse el dedo en el сulо y debe olerse ese mismo dedo para que el chiste salga lo más grosero e irreverente.
1. Preparación: En una reunión familiar se encontrará con un cazatalentos; debe estar reunida toda la familia (Padre, madre, hijos e hijas menores de edad y un pequeño perrito) o un miembro de la familia (generalmente el padre).
  - El hombre de la agencia de talentos les pregunta a qué se dedican.
  - Si toda la familia está presente, el acto se realiza para el cazatalentos; de lo contrario, sólo se describe.
2. Acto: Se describe con mayor detalle, en tanto que el narrador lo prefiera.
  1. Los papás se empiezan a besar y el señor le empieza a meter la mano y le agarra las tetas a la señora. Está última le baja la bragueta, y le saca el рitо que ya lo trae parado.
  2. El perro se le monta en la cara a la señora y la empieza a bombearla, mientras el padre le mete el dedo por el сulо al perrito
  3. El padre se voltea y empieza a sodomizar a la madre, mientras ella con "gritos de dolor.
  4. El señor de la agencia de talentos se traga la sangre, sеmеп,la zurrada de la mujer y el pelo del perrito.
  5. Mientras, el señor tiene un orgasmo explosivo y su espermatozoide sale volando, además la mujer estaba menstruando.
  6. Los hijos se dan unos a otros, mentras el perrito se bombea y taladra a la hija menor de edad, además le da de comer heces a su propia hija y el padre le da como toro al perro, hasta que llegan al climax al unisono.
  7. Todos llegan al Orgasmo y bañan en el piso al wey de la agencia AAAAHHHHH OOOHH.
  8. Aunque la mayoría de las narraciones siguen una de las pocas formas básicas, la descripción del acto está destinado a ser en forma libre.
3. Tradicionalmente, la descripción es de mal gusto y muy atrevida. El objetivo es quebrantar las normas sociales de forma significativa. Actos tabú como el incesto, violación, coprofilia, coprofagia, bestialismo, necrofilia y asesinato son los temas más comunes.
4. Chiste: El hombre, sorprendido (o intrigado) con la boca bien abierta, y congelado pide que le digan cómo se llama el acto, y la respuesta orgullosa (a veces dicha con mucho regocijo) es: "¡Los Aristócratas!" Horrible, horrible, espantoso.
Se suele considerar que el humor del chiste deriva de una extrema discordancia entre el nombre del acto, el orgullo, el porte con el que lo mencionan y las acciones viles que representan. También se ha pensado como una forma de sátira social dirigida hacia la aristocracia y su decadencia.

## Historia en la impresión
- En el año 2005, la página de internet de Jackie Martling citó a "Los Aristócratas" que aparecían en la página 987 del libro de Gershon Legman, Rationale of the Dirty Joke, Vol. 2, publicado en 1975.[1] Legman volvió a contar la broma completamente con el estilo Vodevil, pero sin atribuirle la broma a dicho género.

- En una entrevista del 2005, el comediante Barry Cryer afirma haber escuchado la broma "hace 50 años".[2]

## Película de 2005
La película llamada Los Aristócratas fue estrenada en el Festival de Cine de Sundance de 2005. Fue coproducida por Penn Jillette, Matthew Maguire y Paul Provenza; dirigida por Provenza; y editada por Emery Emery. Está basada en grabaciones de video digital tomadas durante varios años, con comediantes hablando sobre el chiste y contando sus versiones de éste. "Los Aristócratas" fue el chiste favorito de Johnny Carson, quien falleció días después de que la película fuera proyectada en Sundance. Por ello, Penn Jillette decidió dedicar este filme a su memoria. Los Aristócratas cuenta con actuaciones y comentarios de algunos de los grandes representantes en la comedia, televisión y películas de Hollywood. La película tiene una grabación sin editar de una versión en el Gottfried Fray Club del 2001, la cual había sido eliminada de la televisión.
Los rumores acerca de esta película dicen que Chevy Chase estaba acostumbrado a tener fiestas en las que el objetivo principal era contar el chiste durante una hora sin repetir ninguno de los actos contenidos en su presentación. Jillette dice en la película que nadie ha sido capaz de escuchar a Chase durante una hora.